# Deuce (album, Rory Gallagher)
Deuce je druhé sólové studiové album irského kytaristy a zpěváka Roryho Gallaghera. Jeho nahrávání probíhalo během roku 1971 ve studiu Tangerine Studios v Londýně, producentem byl sám Gallagher a album vyšlo v listopadu téhož roku u vydavatelství Atlantic Records.

## Seznam skladeb
Autorem všech skladeb je Rory Gallagher. Na původní LP desce vyšlo prvních pět skladeb na její první straně a zbytek na druhé.
| Pořadí | Název                         | Délka |
| ------ | ----------------------------- | ----- |
| 1.     | I'm Not Awake Yet             | 5:24  |
| 2.     | Used to Be                    | 5:06  |
| 3.     | Don't Know Where I'm Going    | 2:45  |
| 4.     | Maybe I Will                  | 4:13  |
| 5.     | Whole Lot of People           | 4:54  |
| 6.     | In Your Town                  | 5:43  |
| 7.     | Should've Learnt My Lesson    | 3:34  |
| 8.     | There's a Light               | 5:59  |
| 9.     | Out of My Mind                | 3:00  |
| 10.    | Crest of a Wave               | 5:52  |
| 11.    | Persuasion (bonus na reedici) | 4:42  |

## Obsazení
- Rory Gallagher – zpěv, kytara, harmonika
- Gerry McAvoy – baskytara
- Wilgar Campbell – bicí, perkuse